# 约翰·斯克拉塔斯
约翰·斯克拉塔斯（挪威語：John Skrataas，1890年5月4日—1961年2月12日），挪威男子体操运动员。他曾获得1908年夏季奥运会体操比赛男子团体全能银牌。他于1961年在斯泰恩谢尔去世。